# デュアルレンジ
デュアルレンジは、富士重工業が2代目スバル・レオーネより設定した副変速機である。

## 概要
初代レオーネ1400エステートバン4WD発売以来1段だったトランスファーギヤを、1979年10月6日発売の2代目レオーネ（通称「ザ・ニュー・レオーネ」シリーズ）の1.8LAWD車において2段に増やし、前進8段・後進2段の超クロスレシオ・ミッションとして使用できるようにしたもの。HiとLoの切り替え、およびフロントエンジン・前輪駆動（FF）と全輪駆動（AWD）の切り替えは、シフトレバー後ろに設けられた専用のレバーによって行い、Hiレンジの最終減速比1.000に対して、Loレンジでは、実に1.462（レオーネ4WD RXは1.203）に設定されていた。ジープタイプのAWDのように、いざという時は、エマージェンシー・ローとして悪路踏破性を高める効果はもちろん、ラリーなどの実戦の場で「非力なエンジンパワーを補って余りある武器になった」と語るドライバーは数多い。
1984年、レオーネは3代目の「オールニューレオーネ」にフルモデルチェンジ。この時に5速マニュアルトランスミッション（MT）採用と共にデュアルレンジも引き続き残され、前進10段・後進2段の変速を実現していた。
1994年の3代目エステートバンの販売終了と共に、一時デュアルレンジ機構はスバルのラインナップから姿を消していたが、1997年にスバル・レガシィの派生モデルであるレガシィ・ランカスターの5速MT車にデュアルレンジ車が復活。やや遅れて2002年にはSUVのスバル・フォレスター（二代目）にも自然吸気エンジン・5速MT車にデュアルレンジが採用され、往年のレオーネと同じく走行中の積極的な変速を許容する事により実質的な前進10段・後進2段の変速を実現していた。しかし、レガシィ・ランカスターにおいてはその後2003年にアウトバックへのモデルチェンジの際に、フォレスターも2005年のビッグマイナーチェンジの折に再びデュアルレンジ車は姿を消す事になった。

## 類似の機構

### スーパーシフト4×2
三菱自動車工業は、スバルのデュアルレンジより先に1978年発売の初代三菱・ミラージュにほぼ同様のシステムであるスーパーシフト4×2を採用していた。この時代のミラージュは前輪駆動であったが、スーパーシフト4×2の能力を生かしてラリーやダートトラック、ジムカーナなどで活躍した。
その後スーパーシフト4×2は、三菱・コルディア、三菱・トレディアなどのパートタイム4WD車にも搭載され、海外市場でそこそこの評価を獲得し1990年代まで製造され続けた。

### ハイパーシフト
本田技研工業は、1985年に初代ホンダ・シティの普及モデルであるシティRに、ECUによる演算で副変速時期を計算して自動変速を行う、副変速機付き4速MTのハイパーシフトを採用した。実際に副変速機構が作動するのは2-4速で、実質的な7段変速が実現されていた。しかし、変速自体は自動制御で行われる為、デュアルレンジ程の自由度の高さは無く、初代シティ以外に採用が広まる事はなかった。